# Daniel da Romênia
Daniel, nascido Dan Ilie Ciobotea (Bara, 22 de julho de 1951), é o atual Patriarca da Igreja Ortodoxa Romena. Eleito em 12 de setembro e entronizado em 30 de setembro de 2007, ele tem o título oficial de "Arcebispo de Bucareste, Metropolita de Muntênia e Dobruja, Patriarca da Igreja Ortodoxa Romena e lugar-tenente do Trono de Cesareia e Capadócia".

## Biografia
Daniel Ciobotea nasceu na Aldeia de Dobreşti, na Comuna de Bara, sendo o terceiro filho do professor Alexie Ciobotea e sua esposa Stela. Iniciou seus estudos em sua aldeia natal e na Vila de Lăpuşnic. Em 1966, ele cursou o primeiro ano do ensino médio na cidade de Buziaş, concluindo-o em 1970 na "Coriolan Brediceanu", em Lugoj.